# Grisja
Grisja (ryska: Гриша) är en kortform av namnet Grigorij (ryska: Григорий) som är den slaviska varianten av namnet Greger.